# Finley Glacier
Finley Glacier är en glaciär i Antarktis. Den ligger i Östantarktis. Nya Zeeland gör anspråk på området. Finley Glacier ligger 1 085 meter över havet.
Terrängen runt Finley Glacier är bergig söderut, men norrut är den kuperad. Terrängen runt Finley Glacier sluttar österut.  Trakten är obefolkad. Det finns inga samhällen i närheten. 